# Autocamionale della Cisa (azienda)
Autocamionale della Cisa S.p.A., incorporata a partire dal 1º novembre 2017 in SALT, era una azienda italiana che operava nel settore della gestione in concessione di tratti autostradali. La sua rete si componeva della Autostrada A15 più 81 km non ancora costruiti tra Parma e Nogarole Rocca.

## Storia
La società era stata fondata il 6 settembre 1950 e al termine del 2016 ne è stata deliberata la fusione per incorporazione con la SALT, altra azienda del gruppo SIAS che era il maggiore azionista.
Nel 2008 ha avuto 81.32 milioni di ricavi dal settore autostradale.

## Dati societari precedenti alla fusione
- Ragione sociale: Autocamionale della Cisa S.p.A.
- Sede sociale: Via Camboara, 26/A - Fraz. Ponte Taro - 43015 Noceto (PR)
- Codice Fiscale/Partita Iva: 00155940349
- Presidente: Giulio Burchi